# Вырыпаево (Нижегородская область)
Вырыпа́ево — деревня в Вачском районе Нижегородской области. Входит в состав Чулковского сельсовета. Находится на расстоянии около 3 км на юго-юго восток от Чулково и на расстоянии нескольких сотен метров на восток от Кошкино.

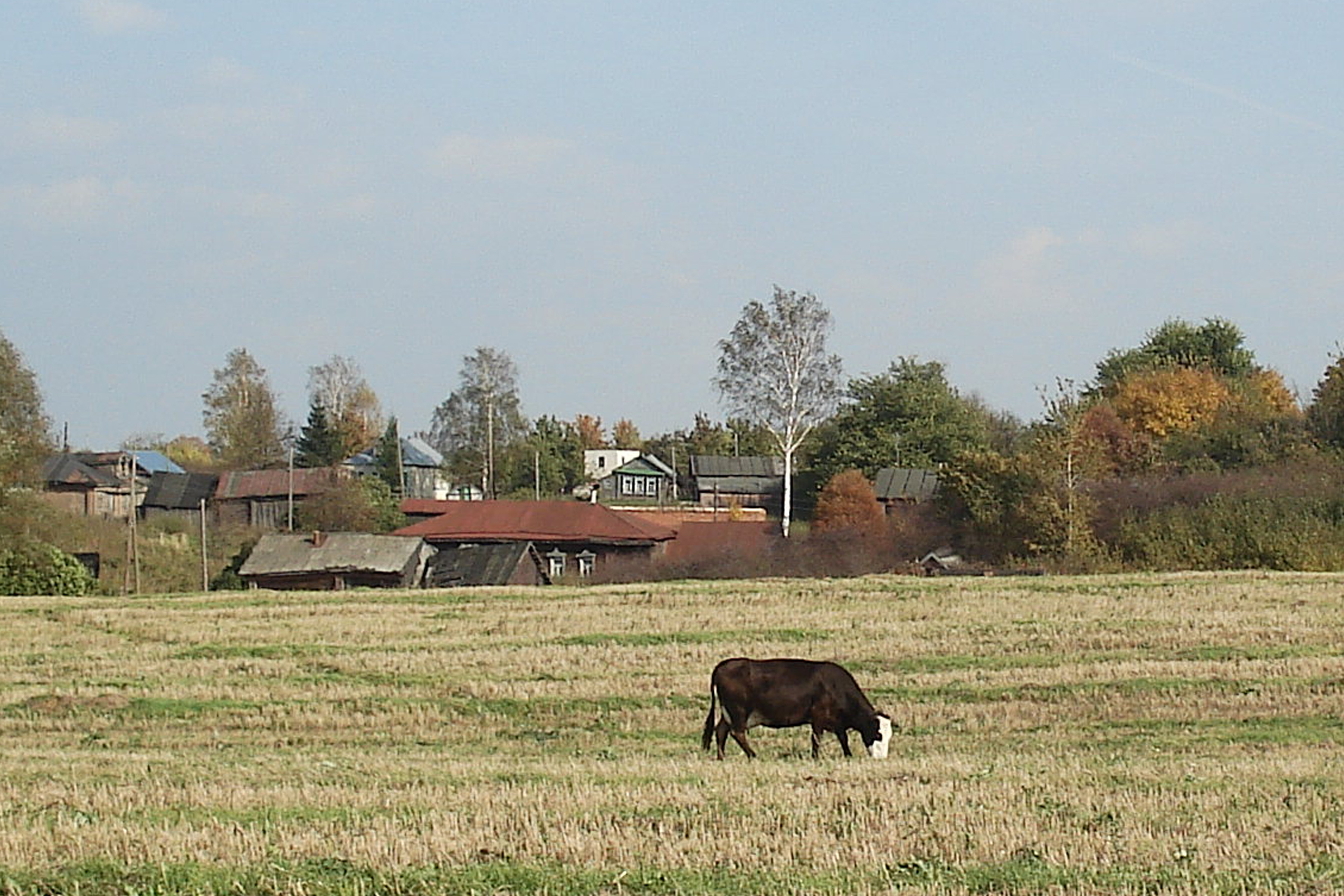
Вид на Вырыпаево со стороны Кошкино

## История
Первое упоминание о деревни имеется в писцовых книгах 1628-30 годов, в ней было 6 дворов крестьянских и 7 дворов пустых.
В конце XIX — начале XX века деревня входила в состав Загаринской волости Муромского уезда Владимирской губернии, с 1926 года — в составе Арефинской волости. В 1859 году в деревне числилось 29 дворов, в 1905 году — 30 дворов, в 1926 году — 41 дворов.
С 1929 года деревня входила в состав Бобынинского сельсовета Вачского района Горьковского края, с 1931 года — в составе Чулковского сельсовета, с 1936 года — в составе Горьковской области.

## Население
| 1859 | 1905 | 1926 | 1999 | 2002 | 2010 |
| ---- | ---- | ---- | ---- | ---- | ---- |
| 177  | →177 | ↗214 | ↘28  | ↘16  | ↗26  |

## Вырыпаево в наши дни
В настоящее время в Вырыпаево нет никаких предприятий, учреждений, торговых точек, стационарных телефонов. Ближайшие магазин и телефон находятся в Кошкино.
В Вырыпаево есть и несколько необитаемых домов с заколоченными окнами, и недавно построенные частные кирпичные дома.
Доехать до Вырыпаево на автомобиле можно по автодороге Р125 Муром — Нижний Новгород, повернув у Федурино (рядом с поворотом на Вачу) в сторону Чулково, проехав по асфальтированной дороге около 13 км и за деревней Ефимьево повернуть направо на старую, мощёную камнем дорогу. Проехав по ней в объезд Кошкино около 1 км, повернуть налево на полевую дорогу, по которой проехать до Вырыпаево около 300 м.

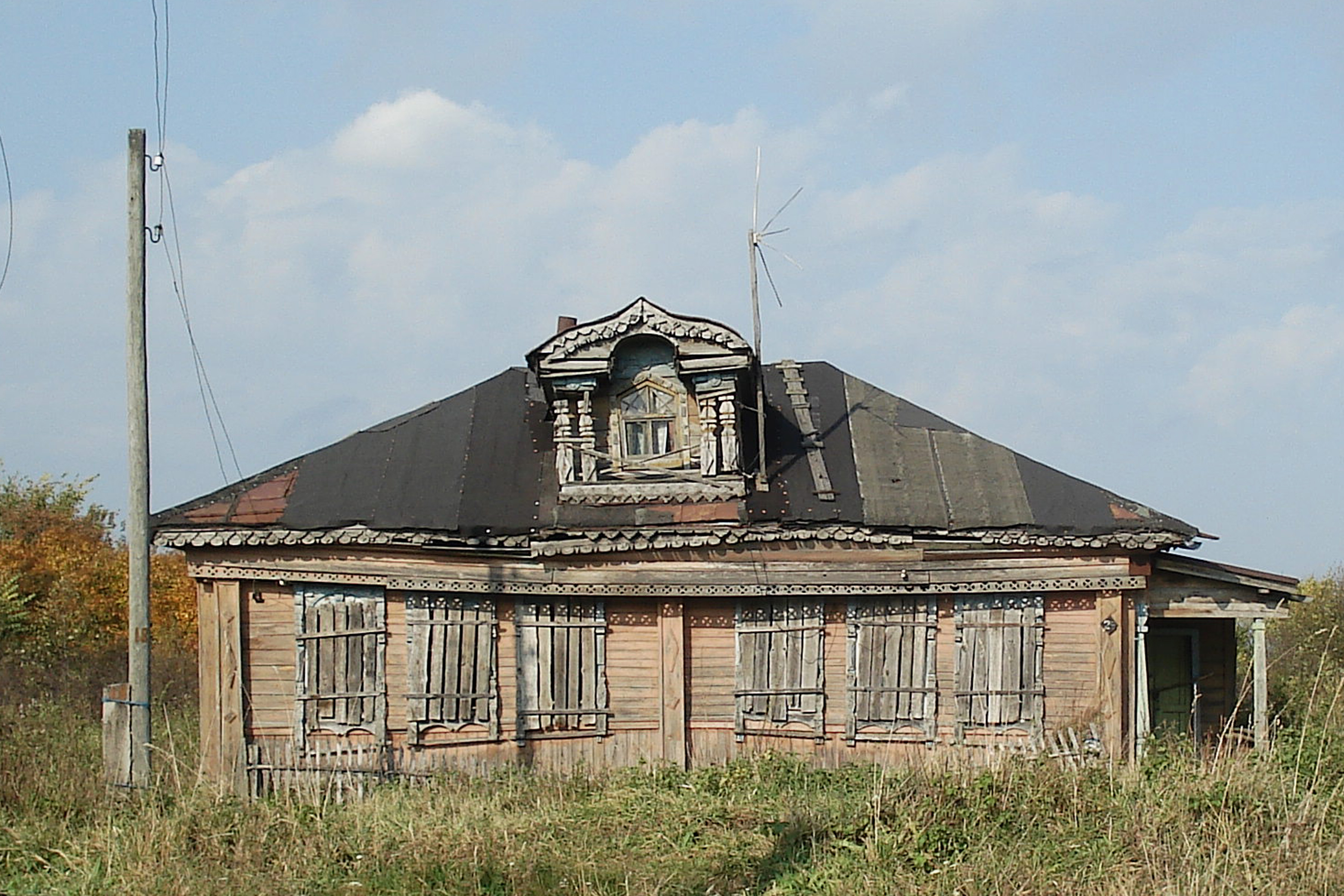
Необитаемый дом в Вырыпаево

Также можно воспользоваться автобусом № 100, курсирующим по маршруту Павлово — Вача — Чулково, доехать до Ефимьево и пройти около 2 км пешком.